# Majláth-kastély (Patvarc)
A Majláth-kastély 1830-ban épült a Nógrád vármegyei Patvarcon.
A klasszicista kastély eredetileg a Szent-Iványi család számára épült 1830-ban, majd 1880 körül a Mailáth család vásárolta meg. A kastélyt a tulajdonosai többször átalakították. Az 1800-as évek második felében romantikus stílusban építették át. Az épület nyugati oldalfalához a későbbi korokban keskenyebb szárnyat építettek. Az államosítást követően többféle tevékenységre (pl. TSZ raktár) használták az épületet, később magánkézbe került. 